# Spy Vs. Spy: the Music of Ornette Coleman
Az 1989-es Spy Vs. Spy: the Music of Ornette Coleman John Zorn nagylemeze, amely Ornette Coleman szerzeményeit tartalmazza. A jegyzetekben több zenésznek mondanak köszönetet. A borító Mark Beyer képregénykészítő munkája. Mint néhány free jazz-albumon, több szaxofonista játszik egyszerre sztereóban. A bal oldali csatornán Tim Berne hallható, míg jobb oldalon John Zorn.
Az album szerepel az 1001 lemez, amit hallanod kell, mielőtt meghalsz című könyvben.

## Az album dalai
|     | Cím               | Szerző(k)       | Hossz |
| --- | ----------------- | --------------- | ----- |
| 1.  | WRU               | Ornette Coleman | 2:38  |
| 2.  | Chronology        | Coleman         | 1:08  |
| 3.  | Word for Bird     | Coleman         | 1:14  |
| 4.  | Good Old Days     | Coleman         | 2:44  |
| 5.  | The Disguise      | Coleman         | 1:18  |
| 6.  | Enfant            | Coleman         | 2:37  |
| 7.  | Rejoicing         | Coleman         | 1:38  |
| 8.  | Blues Connotation | Coleman         | 1:05  |
| 9.  | C. & D.           | Coleman         | 3:05  |
| 10. | Chippie           | Coleman         | 1:08  |
| 11. | Peace Warriors    | Coleman         | 1:20  |
| 12. | Ecars             | Coleman         | 2:28  |
| 13. | Feet Music        | Coleman         | 4:45  |
| 14. | Broad Way Blues   | Coleman         | 3:42  |
| 15. | Space Church      | Coleman         | 2:28  |
| 16. | Zig Zag           | Coleman         | 2:54  |
| 17. | Mob Job           | Coleman         | 4:24  |

## Közreműködők
- John Zorn – altszaxofon
- Tim Berne – altszaxofon
- Mark Dresser – baszzusgitár
- Joey Baron – dob
- Michael Vatcher – dob

## Fordítás
Ez a szócikk részben vagy egészben a Spy vs Spy (album) című angol Wikipédia-szócikk ezen változatának fordításán alapul.  Az eredeti cikk szerkesztőit annak laptörténete sorolja fel. Ez a jelzés csupán a megfogalmazás eredetét és a szerzői jogokat jelzi, nem szolgál a cikkben szereplő információk forrásmegjelöléseként.